# 安藤忠夫
安藤 忠夫（あんどう ただお、1935年〈昭和10年〉9月6日-2022年10月22日は、日本の警察官僚。第78代警視総監、初代内閣危機管理監。

## 経歴
岡山県出身。1959年、東京大学法学部を卒業し、警察庁に入庁し警視庁上野警察署に配属された。
以後、宮城県警察本部刑事部防犯少年課長、千葉県警察本部刑事部捜査第二課長、兵庫県警察本部刑事部捜査第二課長、建設省道路局路政課課長補佐、警視庁警備部参事官兼警備第一課長、同警務部参事官兼第一方面本部長、鈴木善幸内閣総理大臣秘書官、警視庁警備部長、警察庁交通局交通企画課長、同警務局人事課長、警視庁総務部長、千葉県警察本部長、警視庁副総監、警察庁警務局長などを歴任。1992年9月、警視総監に就任し1993年9月まで在任した。
退官後、日本道路交通情報センター理事長などを務めた。1998年から2001年まで第1次森内閣・第2次森内閣の内閣危機管理監に在任。その後、自動車安全運転センター理事長を務めた。　
平成17年11月3日　瑞宝重光章　
令和4年10月22日　叙正四位